# Gergithus elongatus
Gergithus elongatus är en insektsart som först beskrevs av William Lucas Distant 1906.  Gergithus elongatus ingår i släktet Gergithus och familjen sköldstritar. Inga underarter finns listade i Catalogue of Life.